# Sachsenhäuser Depot

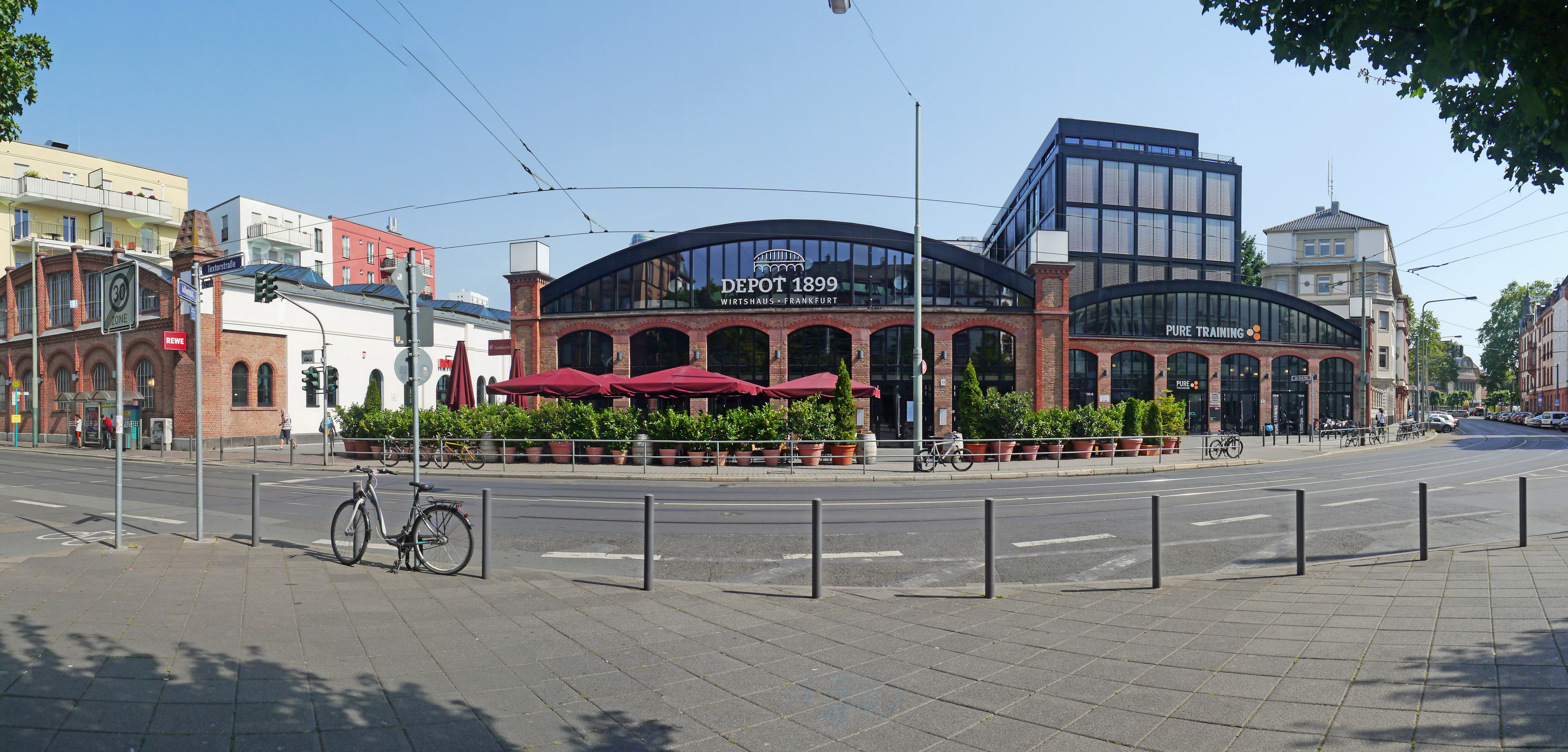
Das Depot 2019 am Karl-Gerold-Platz

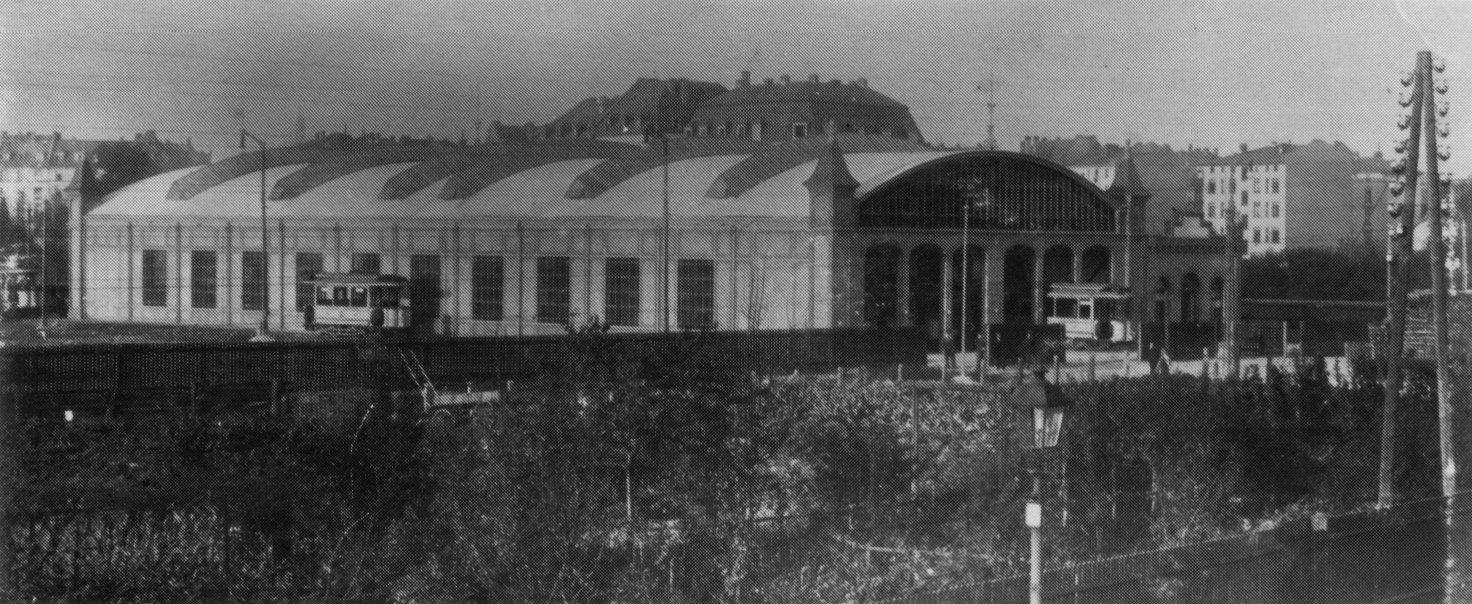
Das Sachsenhäuser Depot um 1900

Das Sachsenhäuser Depot (auch: Betriebshof Sachsenhausen) war von 1899 bis 2003 ein Betriebshof der Straßenbahn von Frankfurt am Main.

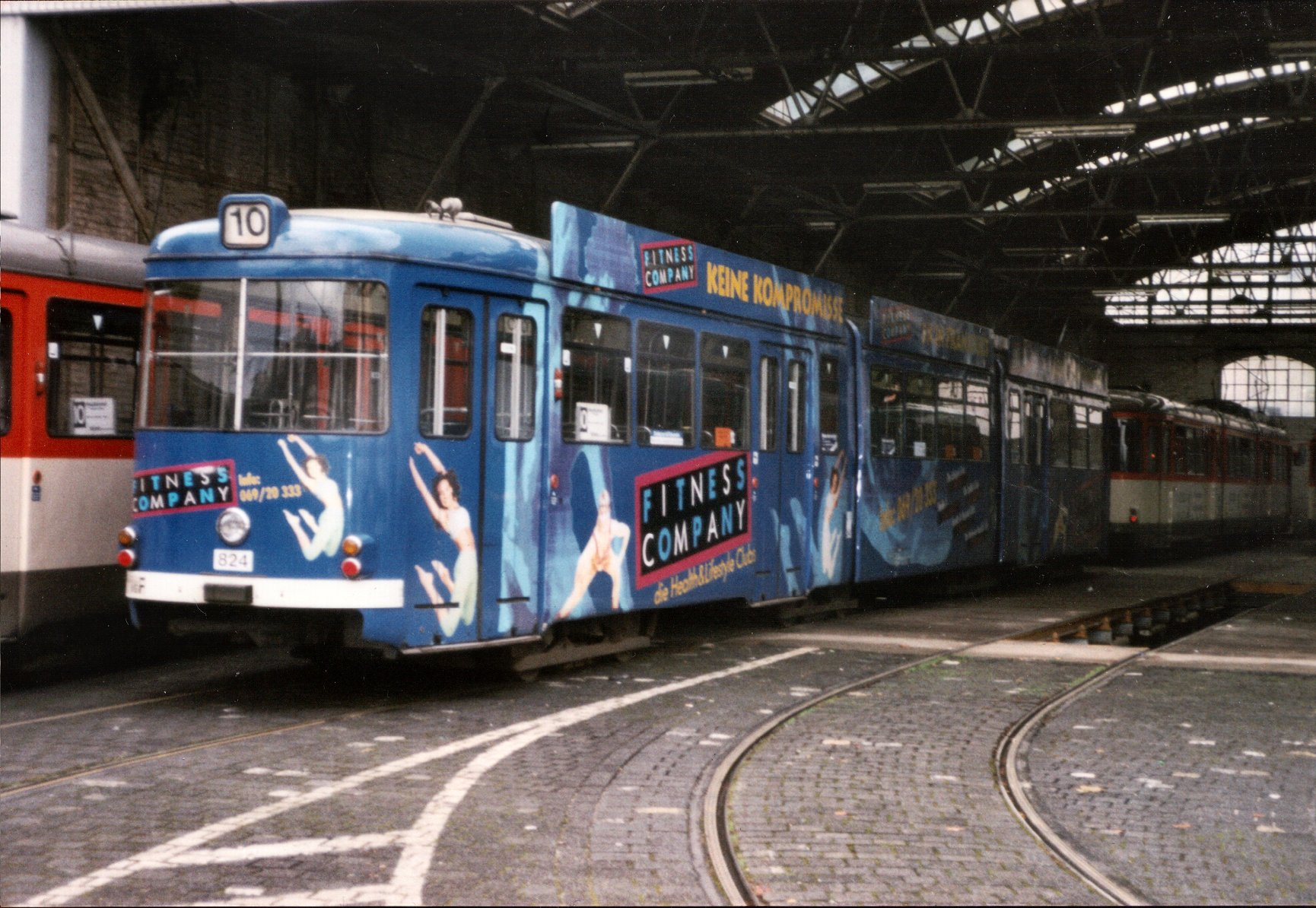
N-Wagen im Depot Sachsenhausen, Mai 2002

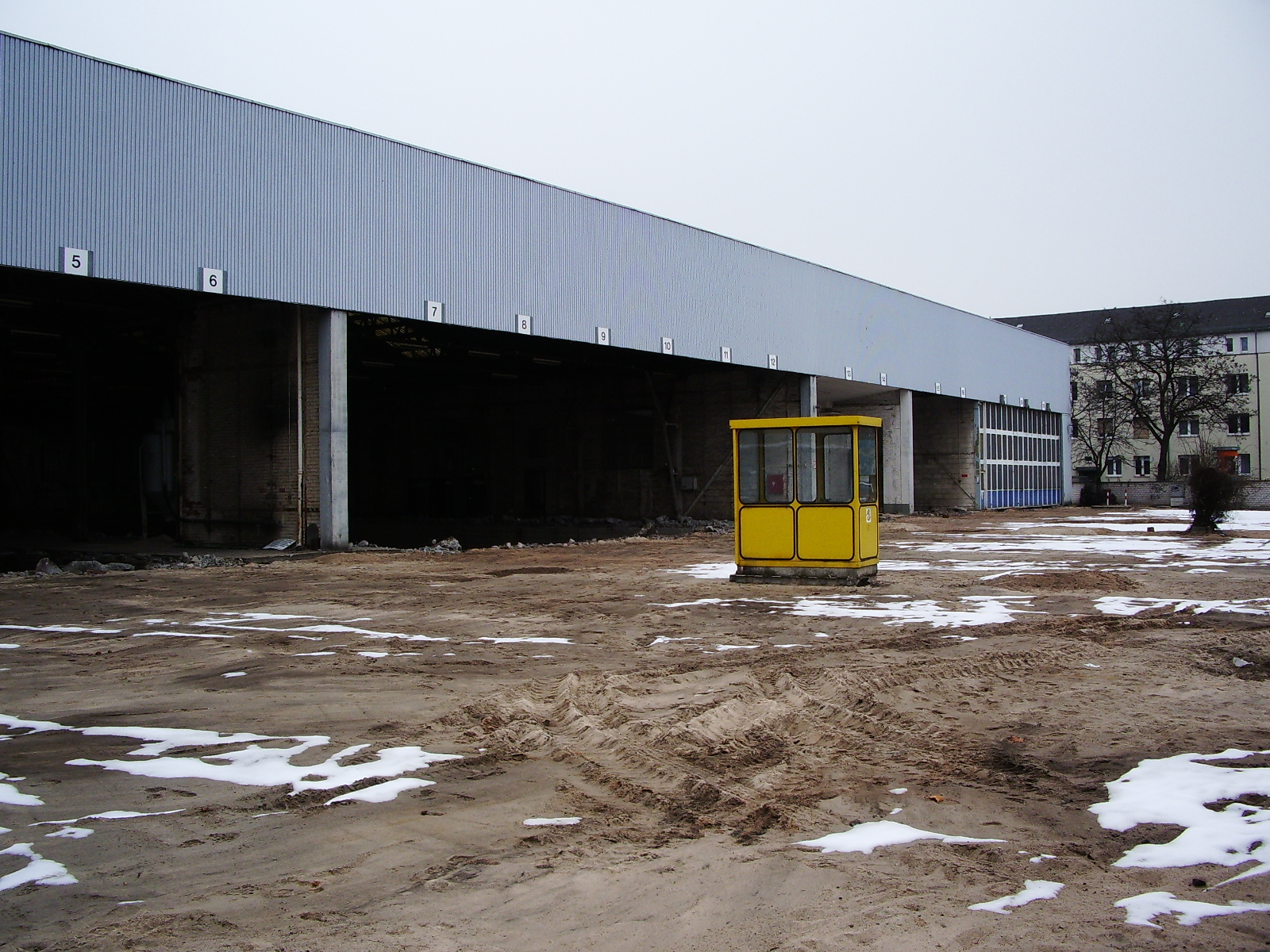
Das Sachsenhäuser Depot, Südfront im März 2006

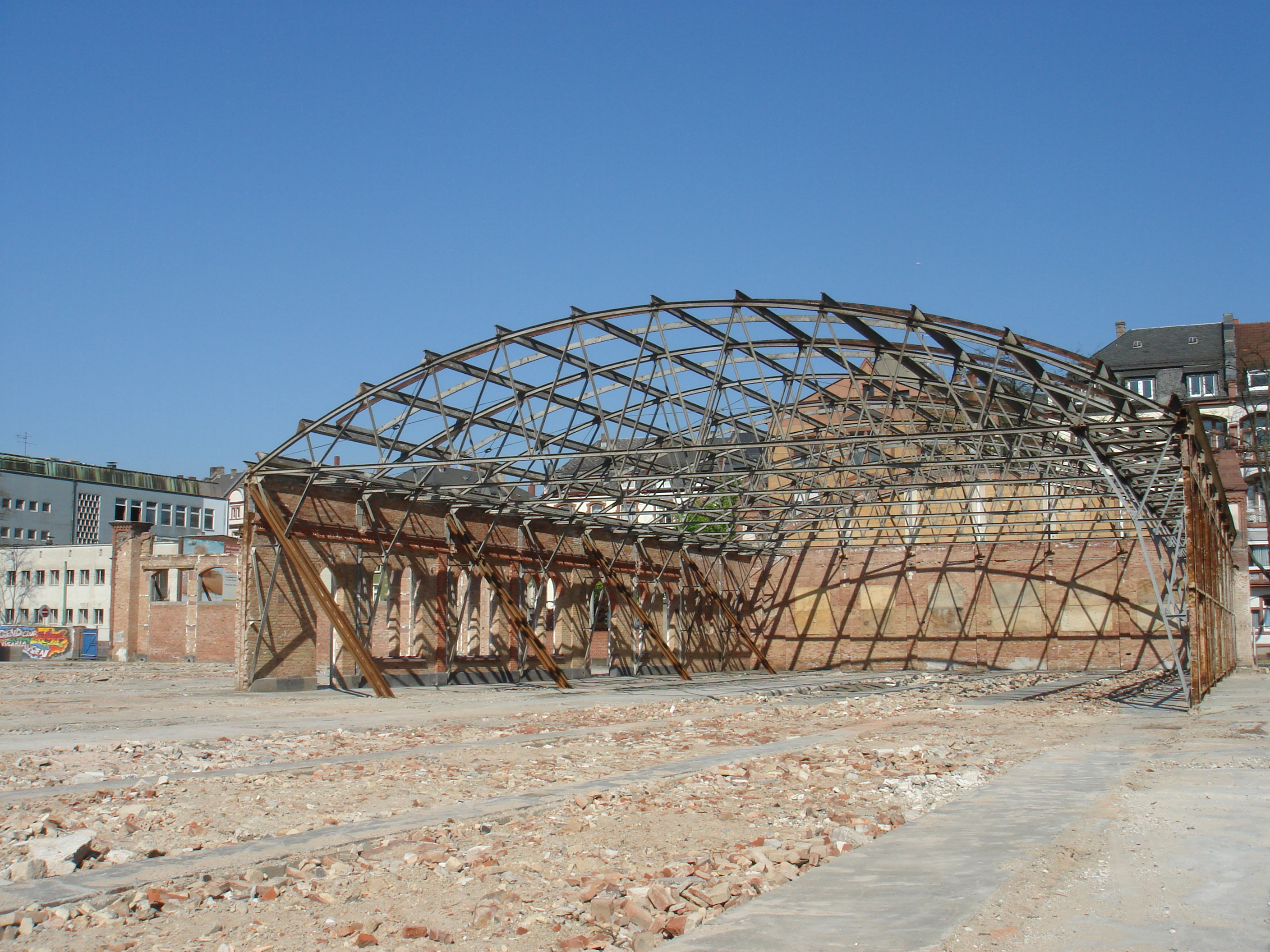
Entkerntes Sachsenhäuser Depot, April 2007

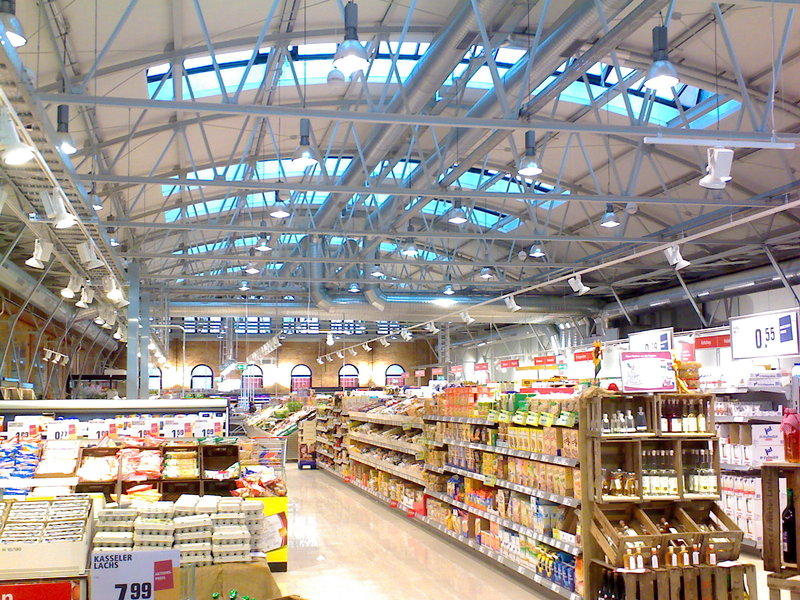
Innenansicht der östlichsten Halle, jetzt ein Supermarkt, Dezember 2008

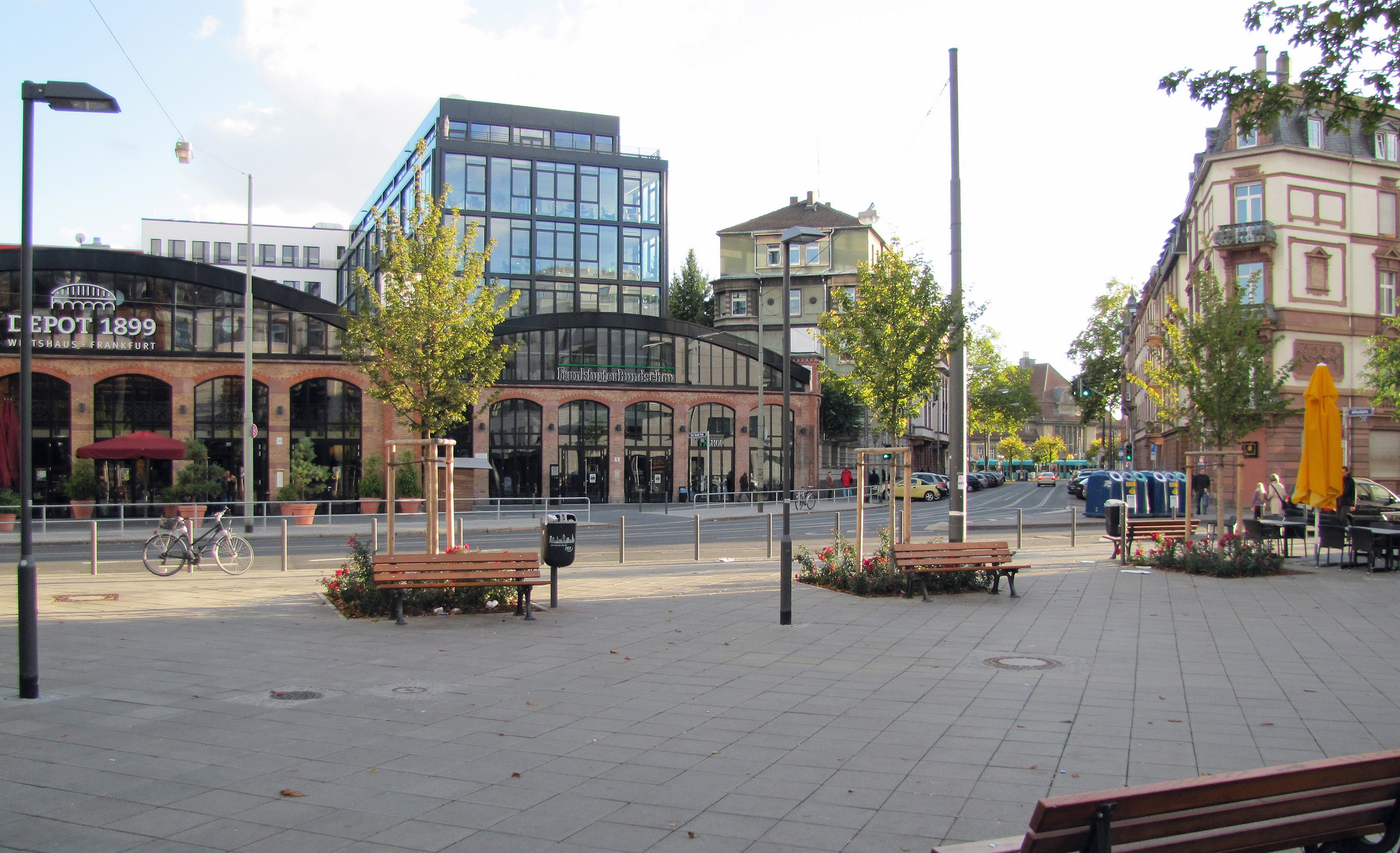
Sitz der Frankfurter Rundschau-Redaktion (2009–2013)

## Vom Bau bis zum Zweiten Weltkrieg
Das Depot wurde 1899 für die Triebwagen und Beiwagen der damals noch jungen städtischen Straßenbahn als erster eigener Betriebshof errichtet. Der Standort in der Hedderichstraße direkt neben dem Südbahnhof war günstig: Der Südbahnhof war damals wie heute ein bedeutender Knotenpunkt im Straßenbahnnetz südlich des Mains. Heute zeugen davon die vier Straßenbahnlinien 15, 16, 18, 19 und der Ebbelwei-Expreß.
Der Betriebshof in Sachsenhausen wurde am 10. April 1899 als erstes Straßenbahndepot der Städtischen Straßenbahn eröffnet. Es ersetzte ein Pferdebahndepot mit Bahnhofsgebäude, Betriebswerkstatt, Stall und Nebengebäuden in der Mühlbruchstraße der Frankfurter Trambahn-Gesellschaft, da dieses nach Ankauf der FTG durch die Stadt aufgrund des zu kleinen Geländes und zu enger Gleisradien nicht für elektrische Straßenbahnen umgebaut werden konnte.
Bei Eröffnung bestand das Depot aus einer Halle mit sechs Gleisen mit 610 Meter Gleislänge für 42 Triebwagen. 1900 und 1907 wurden weitere Hallen angebaut und die Anzahl der Hallengleise auf 20 erhöht. Der Betriebshof überstand den Zweiten Weltkrieg nahezu ohne Schäden. Bei zwei Luftangriffen am 4. Oktober 1943 und am 18. März 1944 verbrannten lediglich ein Trieb-, zwei Bei- und drei Arbeitswagen.

## Umbau und Schließung
1969 wurde der Betriebshof umgebaut und modernisiert, wobei die Backsteinfassade der Südfront wegen der für Gelenktriebwagen des Typs P zu engen Einfahrten restlos entfernt wurde. Bis zuletzt wurden alle der insgesamt 19 Gleise verwendet. Einige Tage vor der offiziellen Eröffnung des neuen Betriebshofes Ost und der damit einhergehenden Schließung des Betriebshofes Sachsenhausen wurden alle Fahrzeuge abtransportiert. Als der letzte Einschieber das Depot verließ, fand eine von der CDU organisierte Trauerfeier statt. Die Werkstatt wurde am Tag der Eröffnung des Betriebshofs Ost geschlossen.

## Nach der Schließung
Kurze Zeit nach der Stilllegung wurde die Oberleitung in und vor dem Depot entfernt. Die ins Depot führenden Weichen wurden zugeschweißt und das Gelände mit einem Bauzaun abgesperrt. Anfang 2006 wurden die Gleise in und vor dem Depot entfernt.
Die ehemalige Zufahrtsstrecke zum Depot bleibt – allerdings um einige Meter verkürzt – erhalten, da hier die Straßenbahnlinien 15 und 19 wenden. Allerdings ist das Befahren nur noch von der Haltestelle Südbahnhof aus möglich, da die Weichenverbindung in die Brückenstraße bei Gleiserneuerungen im Jahr 2010 ausgebaut wurden, nachdem sie seit Schließung des Depots bereits verschweißt waren.
Das Depot wurde bis 2009 zu einem so genannten Stadtteilzentrum für Sachsenhausen umgebaut. Ein REWE-Supermarkt und die Stadtteilbibliothek sind in den beiden östlichen denkmalgeschützten Hallen untergebracht.
Ferner nutzte die Redaktion der Frankfurter Rundschau die westliche Halle mit zusätzlichem darüber errichteten Bürohaus von Frühjahr 2009 bis September 2013 als neuen Hauptsitz in Frankfurt.
Die Bebauung lag einem Architekturwettbewerb zu Grunde. Das Architekturbüro Michael A. Landes zusammen mit dem Projektentwickler Wentz & Co. GmbH in der Planungsgemeinschaft Landes & Wentz GmbH waren die Verantwortliche für die Architektur und als Bauherr des Ensembles. Nachdem der Verkauf beschlossen war und auch die VGF und die Stadt Frankfurt den Verkauf genehmigt hatten, wurden Anfang 2006 die Gleise entfernt. Zwei Hallen wurden bis auf Teile der Fassade abgerissen, nur bei der östlich gelegenen ältesten Halle ist die Struktur teilweise erhalten geblieben. Die abgetragenen Hallen wurden in Anlehnung an den vorherigen Zustand neu errichtet, auch die 1969 abgetragene Südfassade wurde teilweise rekonstruiert.